# Quartinus
Quartinus († 235) war nach traditioneller Ansicht ein römischer Staatsmann und im Jahre 235, während der Regierungszeit des Maximinus Thrax, Gegenkaiser.
Der Geschichtsschreiber Herodian berichtet, dass Quartinus, ein guter Freund des von Thrax gestürzten und getöteten Severus Alexander, von dem neuen Kaiser aus der Armee entlassen worden sei. Gegen seinen Willen sei er dann von den osrhoenischen Bogenschützen unter Macedo, die Severus Alexander rächen wollten, zum Kaiser ausgerufen worden.
Überraschenderweise sei Quartinus jedoch nur kurz nach seiner Ausrufung von Macedo ermordet worden, der den Kopf von der Leiche abtrennte und ihn auf Belohnung hoffend Maximinus Thrax präsentierte. Dieser zeigte sich zwar erfreut, ließ Macedo vorsichtshalber jedoch hinrichten, womit die ganze Geschichte kurz und blutig endete.
Es gibt allerdings Indizien, die vermuten lassen, dass die Usurpation des Quartinus, der außer bei Herodian in keiner unabhängigen Quelle (die Historia Augusta, dort heißt er Titus, ist in diesem Punkt nur eine Ausgestaltung des herodianischen Berichts) erwähnt wird, unhistorisch ist und auf eine Erfindung Herodians beziehungsweise seiner Quellen beruht. Ähnliches gilt auch für Magnus, einen weiteren angeblichen Gegenkaiser zu Maximinus Thrax.